# Oedter See
Der Oedter See ist ein im Westen der Stadt Traun im Stadtteil Oedt künstlich angelegter Badesee. Er gehört zu einem Naherholungsgebiet, das auch ein Freibad, ein Hallenbad und eine Eishalle umfasst. Gemeinsam mit dem Pichlinger See stellt der Oedter See eine wertvolle Freizeitfläche im Bezirk Linz-Land dar.

## Oedter See einst und jetzt
Die Baggerarbeiten begannen 1960. Der Oedter See wurde von Anfang an als Badesee konzipiert. Seine Fläche beträgt ca. 99.000 m², die tiefste Stelle liegt etwa 6 Meter unter dem Wasserspiegel. Rund um den See führt ein zum Teil gepflasterter Spazierweg, Teile des Südufers, sowie des Nordufers sind bepflanzt. Wenige hundert Meter vom Südufer befinden sich zwei schwimmende Plattformen.

## Naherholungsgebiet Oedter See
In den Sommermonaten lockt er trotz seines eher kühlen Wassers tausende Badegäste an. In den kühleren Monaten ist er ein beliebtes Ausflugsziel für Spaziergänger und Jogger. Der See ist auch bei Anglern sehr beliebt, er beinhaltet viele verschiedene Fischarten (Karpfen, Barsche, Hechte, Reinanken, Rotaugen, Zander und viele mehr). Trotz seiner im Sommer niedrigeren Temperaturen friert er im Gegensatz zum Pichlinger See selten zu.

## Rund um den See
Am Nordufer befindet sich das Badezentrum mit seinem Hallen- und Freibad, die Eishalle, sowie der Sandstrand mit Sitzstufen. Am Ostufer befindet sich das Gebäude der Wasserrettung. Im Südosten gibt es noch ein Planschbecken, ein Buffet sowie einen Motorikspielplatz.
Südlich des Sees führt in einem Tunnel die Eisenbahnverbindung Traun-Marchtrenk vorbei. Entlang der Eisenbahnstrecke führt ein nicht asphaltierter Radweg Richtung Traunbrücke.
Nördlich vom See befindet sich ein großer Parkplatz für die Gäste des Badezentrums sowie des Sees. In den Sommermonaten ist der Parkplatz für die zahlreichen Badegäste jedoch meistens viel zu klein.
Vom Parkplatz führt eine asphaltierte Straße, die jedoch nur für Fußgänger und Radfahrer freigegeben ist, östlich der Liegewiese vorbei an der Wasserrettung in die Au, wo sie in den Radweg mündet, welcher die Traun begleitet. Von der Einmündung in den Radweg sind es nur wenige Meter bis zum Traunkraftwerk Traun-Pucking.